# Arabella Kiesbauer
Arabella Kiesbauer (nascida Cosima Arabella-Asereba Kiesbauer) (Viena, Áustria, 8 de abril de 1969) é uma escritora, atriz e apresentadora de televisão teuto-austríaca. Apresentou, juntamente com Mirjam Weichselbraun e Alice Tumler, o Festival Eurovisão da Canção 2015, em Viena.